# K. A. Applegate
Katherine Alice Applegate (sinh ngày 9 tháng 10 năm 1956) là một nữ nhà văn Mỹ, tác giả của Animorphs, Remnants, Everworld, và hàng loạt cuốn sách khác. Năm 2013,Cô đã giành Huân chương Newbery cho cuốn tiểu thuyết The One and Only Ivan
. Hầu hết những cuốn sách phổ biến nhất của Applegate thuộc về thể loại khoa học viễn tưởng, phiêu lưu mạo hiểm. Bà đã giành được giải thưởng Sách mới hay nhất dành cho trẻ em năm 1997 của Publishers Weekly. Bộ truyện Animorphs của bà, vẫn đang nhận được sự hâm mộ nồng nhiệt của độc giả trẻ trong những năm gần đây.

## Tiểu sử
Applegate sinh ngày 9 tháng 10 năm 1956 tại Michigan, Hoa Kỳ. Sau đó bà đã chuyển đến sống ở nhiều nơi như Texas, Florida, California, Minnesota, Illinois, Bắc Carolina, sau đó chuyển về sống ở Pelago, Ý trong một năm, cuối cùng bà đã chuyển đến sống ở Nam California.
Kể từ hồi còn thơ ấu, bà đã là một người yêu động vật, điều đó chính là lý do để bà viết bộ Animorphs và viết như thế nào. Như hầu hết mọi người bình thường khác, Applegate cũng có những ước mơ từ thời thơ ấu. Bà đã có mơ ước trở thành một bác sĩ thú y hoặc một nhà văn. Ở trong trường trung học, một phần mơ ước của bà đã trở thành sự thật, khi bà làm những công việc của một bác sĩ thú y. Giờ đây, khi đã trở thành một nhà văn, phần kia của mơ ước cũng đã trở thành sự thật. Một vài công việc mà bà đã làm là: nhân viên đánh máy, phục vụ bàn và trồng trọt. Điều đó cũng tạo điều kiện thuận lợi cho việc viết sách. Bà đã nghiên cứu rất nhiều về động vật để viết những cuốn sách của mình. Ngoài việc viết văn, bà còn là một cây violoncello nghiệp dư. Applegate còn thích làm vườn, du lịch và tất nhiên là… đọc sách.
Năm 1997, cô và chồng có đứa con đầu lòng, đứa con đã trở thành một phụ nữ chuyển giới. Năm 2003 bà và chồng, Michael Grant, người đã hợp tác cùng bà và là đồng tác giả của nhiều cuốn trong bộ: Animorphs, nhận một đứa con nuôi, Julia, ở Trung Quốc. Sau khi hoàn thành bộ Animorphs, Applegate dành ba năm để nghỉ ngơi. Bà trở lại công việc sáng tác và viết một cuốn truyện tranh: The Buffalo Storm, một tiểu thuyết vừa: Home of the Brave, và một chương mới của bộ Roscoe Riley Rules cùng với tác giả Harper Collins. Cuốn sách của bà, Home of the Brave, đã giành được những giải thưởng: SCBWI Golden Kite Award, The Bank Street 2008 Josette Frank Award và giải Sách kinh dị Judy Lopez Memorial Award.